# Dane Hyatt
Dane Hyatt (ur. 22 stycznia 1984 w Falmouth) – jamajski lekkoatleta, sprinter, olimpijczyk.
W 2009 zdobył srebrny i brązowy medal podczas mistrzostw Ameryki Środkowej i Karaibów. Trzy lata później reprezentował Jamajkę na igrzyskach olimpijskich w Londynie, na których dotarł do półfinału biegu na 400 metrów. Brązowy medalista halowych mistrzostw świata w Sopocie (2014).
Medalista mistrzostw Jamajki. 
Z zawodu jest policjantem.

## Osiągnięcia
| Rok  | Impreza                                  | Miejsce  | Konkurencja             | Lokata     | Wynik           |
| ---- | ---------------------------------------- | -------- | ----------------------- | ---------- | --------------- |
| 2009 | Mistrzostwa Ameryki Środkowej i Karaibów | Hawana   | bieg na 400 metrów      | 2. miejsce | 45,57           |
| 2009 | Mistrzostwa Ameryki Środkowej i Karaibów | Hawana   | sztafeta 4 × 400 metrów | 3. miejsce | 3:04,09         |
| 2012 | Igrzyska olimpijskie                     | Londyn   | bieg na 400 metrów      | półfinał   | 45,59           |
| 2012 | Igrzyska olimpijskie                     | Londyn   | sztafeta 4 × 400 metrów | eliminacje | DNF             |
| 2013 | Mistrzostwa Ameryki Środkowej i Karaibów | Morelia  | sztafeta 4 × 400 metrów | 5. miejsce | 3:03,69         |
| 2014 | Halowe mistrzostwa świata                | Sopot    | sztafeta 4 × 400 metrów | 3. miejsce | 3:03,69 (elim.) |
| 2015 | Igrzyska panamerykańskie                 | Toronto  | sztafeta 4 × 400 metrów | 4. miejsce | 3:01,97         |
| 2015 | Mistrzostwa świata                       | Pekin    | sztafeta 4 × 400 metrów | 4. miejsce | 2:58,51 (elim.) |
| 2016 | Halowe mistrzostwa świata                | Portland | sztafeta 4 × 400 metrów | 4. miejsce | 3:06,02         |

## Rekordy życiowe
- Bieg na 200 metrów – 20,59 (2012)
- Bieg na 400 metrów – 44,83 (2012)
- Bieg na 400 metrów (hala) – 46,71 (2013)